# Rancennes
Rancennes é uma comuna francesa na região administrativa de Grande Leste, no departamento das Ardenas. Estende-se por uma área de 6,5 km². Em 2010 a comuna tinha 742 habitantes (densidade: 114,2 hab./km²).